# Lonchodidae
Lonchodidae vormen een familie in de orde van de wandelende takken. De wetenschappelijke naam van deze familie is voor het eerst voorgesteld door Carl Brunner von Wattenwyl in een publicatie uit 1893.

## Onderverdeling in geslachten

### Onderfamilie LonchodinaeBrunner von Wattenwyl, 1893

#### Tribus EurycanthiniBrunner von Wattenwyl, 1893
- Asprenas Stål, 1875
- Brachyrtacus Sharp, 1898
- Canachus Stål, 1875
- Carlius Uvarov, 1939
- Erinaceophasma Zompro, 2001
- Eupromachus Brunner von Wattenwyl, 1907
- Eurycantha Boisduval, 1835
- Labidiophasma Carl, 1915
- Microcanachus Donskoff, 1988
- Neopromachus Giglio-Tos, 1912
- Oreophasma Günther, 1929
- Paracanachus Carl, 1915
- Symetriophasma Hennemann & Conle, 1996
- Thaumatobactron Günther, 1929
- Trapezaspis Redtenbacher, 1908

#### Tribus LonchodiniBrunner von Wattenwyl, 1893
- Acanthomenexenus Brock & Hennemann, 2009
- Austrocarausius Brock, 2000
- Baculofractum Zompro, 1995
- Breviphetes Zompro, 1998
- Carausius Stål, 1875
- Chondrostethus Kirby, 1896
- Cladomimus Carl, 1915
- Denhama Werner, 1912
- Echinothorax Günther, 1932
- Gibbopromachus Hennemann, 2021
- Greenia Kirby, 1896
- Hermagoras Stål, 1875
- Hyrtacus Stål, 1875
- Leprocaulinus Uvarov, 1940
- Lonchodes Gray, 1835
- Lonchodiodes Hennemann & Conle, 2007
- Longicarausius Ho, 2024
- Manduria Stål, 1877
- Matutumetes Hennemann & Conle, 2007
- Menexenus Stål, 1875
- Mithrenes Stål, 1877
- Mnesilochus Stål, 1877
- Mortites Günther, 1935
- Myronides Stål, 1875
- Neomyronides Hennemann, 2021
- Neopericentrus Ho, 2024
- Paracarausius Ho, 2024
- Paramanduria Hennemann, 2021
- Paraprisomera Hennemann, 2002
- Pericentropsis Günther, 1936
- Pericentrus Redtenbacher, 1908
- Periphetes Stål, 1877
- Phenacephorus Brunner von Wattenwyl, 1907
- Phenacocephalus Werner, 1930
- Phraortes Stål, 1875
- Prisomera Gray, 1835
- Pseudostheneboea Carl, 1913
- Spinacephorus Seow-Choen, 2020
- Spinophetes Zompro & Eusebio, 2000
- Staelonchodes Kirby, 1904
- Stalocagorus Seow-Choen, 2018
- Stheneboea Stål, 1875

#### Tribus onbekend
- Megalophasma Bi, 1995
- Papuacocelus Hennemann & Conle, 2006

### Onderfamilie NecrosciinaeBrunner von Wattenwyl, 1893

#### Tribus KorinniniGünther, 1953
- Kalocorinnis Günther, 1944
- Korinnis Günther, 1932

#### Tribus NecrosciiniBrunner von Wattenwyl, 1893
- Acacus Brunner von Wattenwyl, 1907
- Acanthophasma Chen & He, 2000
- Anarchodes Redtenbacher, 1908
- Anasceles Redtenbacher, 1908
- Andropromachus Carl, 1913
- Asceles Redtenbacher, 1908
- Aschiphasmodes Karny, 1923
- Asystata Redtenbacher, 1908
- Austrosipyloidea Brock & Hasenpusch, 2007
- Brevinecroscia Seow-Choen, 2016
- Brockphasma Ho, 2014
- Calvisia Stål, 1875
- Candovia Stål, 1875
- Capuyanus Bresseel & Constant, 2017
- Caudasceles Seow-Choen, 2017
- Centrophasma Redtenbacher, 1908
- Channia Seow-Choen, 2016
- Cheniphasma Ho, 2012
- Conlephasma Gottardo & Heller, 2012
- Conogalactea Seow-Choen, 2018
- Cornicandovia Hasenpusch & Brock, 2007
- Cylindomena Günther, 1935
- Dendrochroma Bresseel, Constant, Cumming & Pham, 2025
- Diacanthoidea Redtenbacher, 1908
- Diangelus Brunner von Wattenwyl, 1907
- Dianphasma Chen & He, 1997
- Diardia Redtenbacher, 1908
- Diesbachia Redtenbacher, 1908
- Elicius Günther, 1935
- Eurynecroscia Dohrn, 1910
- Galactea Redtenbacher, 1908
- Gargantuoidea Redtenbacher, 1908
- Gibbernecroscia Brock, Hasenpusch & Petrović, 2019
- Hemiplasta Redtenbacher, 1908
- Hemisosibia Redtenbacher, 1908
- Hennemannia Seow-Choen, 2016
- Huananphasma Ho, 2013
- Indosipyloidea Seow-Choen, 2023
- Labanphasma Seow-Choen, 2016
- Laevediacantha Seow-Choen, 2016
- Lamachodes Redtenbacher, 1908
- Lobonecroscia Brock & Seow-Choen, 2000
- Lopaphus Westwood, 1859
- Loxopsis Westwood, 1859
- Macrocercius Seow-Choen, 2017
- Maculonecroscia Seow-Choen, 2016
- Malandella Sjöstedt, 1918
- Marmessoidea Brunner von Wattenwyl, 1893
- Meionecroscia Redtenbacher, 1908
- Mesaner Redtenbacher, 1908
- Micadina Redtenbacher, 1908
- Moritasgus Günther, 1935
- Mycovartes Bresseel & Constant, 2024
- Necroscia Audinet-Serville, 1838
- Neoasceles Seow-Choen, 2016
- Neoclides Uvarov, 1940
- Neohirasea Rehn, 1904
- Neointerphasma Ho, 2017
- Neonescicroa Seow-Choen, 2016
- Neooxyartes Ho, 2018
- Neoqiongphasma Ho, 2013
- Neososibia Chen & He, 2000
- Nescicroa Karny, 1923
- Notaspinius Seow-Choen, 2017
- Nuichua Bresseel & Constant, 2018
- Oedohirasea Ho, 2020
- Orthonecroscia Kirby, 1904
- Orthostheneboea Seow-Choen, 2016
- Orxines Stål, 1875
- Otraleus Günther, 1935
- Ovacephala Seow-Choen, 2016
- Oxyartes Stål, 1875
- Pachyscia Redtenbacher, 1908
- Paracandovia Forni, Cussigh, Brock, Jones, Nicolini, Martelossi, Luchetti & Mantovani, 2022
- Paradiacantha Redtenbacher, 1908
- Paraloxopsis Günther, 1932
- Paramarmessoidea Seow-Choen, 2021
- Paramenexenus Redtenbacher, 1908
- Paranecroscia Redtenbacher, 1908
- Paraprosceles Chen & He, 2004
- Parasinophasma Chen & He, 2006
- Parasipyloidea Redtenbacher, 1908
- Parasosibia Redtenbacher, 1908
- Parastheneboea Redtenbacher, 1908
- Paroxyartes Carl, 1913
- Phaenopharos Kirby, 1904
- Phamartes Bresseel & Constant, 2013
- Planososibia Seow-Choen, 2016
- Platysosibia Redtenbacher, 1908
- Pomposa Redtenbacher, 1908
- Pseudocentema Chen, He & Li, 2002
- Pseudodiacantha Redtenbacher, 1908
- Pseudoneoclides Seow-Choen, 2016
- Pseudoparamenexenus Ho, 2016
- Pseudosipyloidea Ho, 2013
- Pseudososibia Ho, 2017
- Qiongphasma Chen, He & Li, 2002
- Rhamphosipyloidea Redtenbacher, 1908
- Sabahphasma Seow-Choen, 2016
- Scionecra Karny, 1923
- Septopenna Seow-Choen, 2016
- Singaporoidea Seow-Choen, 2017
- Sinophasma Günther, 1940
- Sipyloidea Brunner von Wattenwyl, 1893
- Sosibia Stål, 1875
- Spinohirasea Zompro, 2002
- Spinomarmessoidea Seow-Choen, 2021
- Spinosipyloidea Hasenpusch & Brock, 2007
- Sukabumidea Seow-Choen, 2023
- Sumatranius Seow-Choen, 2018
- Syringodes Redtenbacher, 1908
- Tagesoidea Redtenbacher, 1908
- Thrasyllus Stål, 1877
- Trachythorax Redtenbacher, 1908
- Varieganecroscia Seow-Choen, 2016